# ズデネク・ムリナーシ

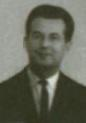
Zdeněk Mlynář

ズデニェク・ムリナーシ（Zdeněk Mlynář, 1930年6月22日-1997年4月15日）は、チェコの政治家。
共産主義青年同盟を経て、1950年にチェコスロバキア共産党に入党する。1951年から1954年にかけて、ソ連に留学し、モスクワ大学で学ぶが、ここでミハイル・ゴルバチョフに出会う。帰国後、1955年チェコスロバキア最高検察庁に勤務する。1956年から1970年まで国立法学研究所に勤務。
国家学及び法学の専門家として「プラハの春」では、理論家として改革の運動を支えた。1968年4月から11月までチェコスロバキア共産党中央委員会書記を務め、4月の共産党行動綱領草案作成では、政治改革の部分を担当した。しかし、8月ソ連軍を中心とするワルシャワ条約機構軍が介入したため、プラハの春は挫折した。ムリナーシは、軍事介入直後、チェコスロバキア指導部の一人としてモスクワに派遣された交渉団に加わる。8月末開催されたチェコスロバキア共産党中央委員会総会で党幹部会員（政治局員に相当）に選出されるものの、11月には辞任し、1970年には共産党を除名処分されるに至った。1977年1月「憲章77」に署名して、この運動の指導に当たるが、当局の忌避にあって、同年オーストリアに亡命した。
1989年のチェコスロバキアにおけるビロード革命で帰国し、左派の政治理論家として、チェコの言論界に復帰を果たした。
1997年4月15日死去（66歳）。

## 著書
- Nachtfrost: Erfahrungen auf dem Weg vom realen zum menschlichen Sozialisms, (Europaische Verlagsanstalt, 1978).（三浦健次訳『夜寒――プラハの春の悲劇』新地書房, 1980年）
- Der "Prager Fruhling": ein wissenschaftliches Symposion, (Bund, 1983).
- Krisen und Krisenbewaltigung im Sowjetblock, (Bund-Verlag, 1983).
- Can Gorbachev Change the Soviet Union?: the International Dimensions of Political Reform, trans. by Marian Sling and Ruth Tosek, (Westview Press, 1990).
- Conversations with Gorbachev: On Perestroika, the Prague Spring, and the Crossroads of Socialism , with Mikhail Gorbachev, trans. by George Shriver, (Columbia University Press, 2002).